# Konstantin (trebinjski biskup)
Konstantin, bio je prelat Katoličke Crkve koji je služio kao biskup trebinjski od oko 1142. do oko 1154. godine.

## Životopis
Mavro Orbini navodi biskupa Konstantina koji je, s ostalim biskupima gornje Dalmacije, 1141./42., potvrđen kao sufragan dubrovačkog nadbiskupa Andrije.
Junije Rastić ne navodi Konstantina poimenice, ali svjedoči kako je nadbiskup Andrija išao u Rim kod pape Inocenta II. kako bi dobio potvrdu svojih sufraganskih biskupija gornje Dalmacije, Trebinja, Zahumlja i Bosne.

### Knjige
- Krešić, Milenko. 2017. Vrijeme lomova: Katolici jugoistočne Hercegovine od 10. do početka 17. stoljeća. Katolički bogoslovni fakultet u Sarajevu – Glas Koncila. Sarajevo – Zagreb.

| Titule u Katoličkoj Crkvi | Titule u Katoličkoj Crkvi             | Titule u Katoličkoj Crkvi |
| ------------------------- | ------------------------------------- | ------------------------- |
| prethodnik –              | Biskup trebinjski o. 1142. – o. 1154. | nasljednik Salvije        |